# 小行星5323
小行星5323（5323 Fogh）是一颗绕太阳运转的小行星，为主小行星带小行星。该小行星于1986年10月13日发现。

## 轨道参数
小行星5323的轨道半长轴为2.3993378 UA，离心率为0.198。